# Copris phungae
Copris phungae là một loài bọ cánh cứng trong họ Bọ hung (Scarabaeidae).